# Emesene
Emesene is een open source-chatprogramma voor het MSN-protocol. Het is beschikbaar voor Windows, Mac, Linux en Unix. Emesene werd geschreven in de taal Python en maakt gebruik van de grafische toolkit GTK+. De grafische gebruikersomgeving is geïnspireerd door die van MSN Messenger, het officiële clientprogramma.
Het wordt ontwikkeld door Luis Mariano Guerra en is uitgegeven onder de GPL.
De laatste versie is 2.12.9. Emesene biedt ondersteuning voor de Windows Live Messenger-protocollen MSNP13 en MSNP15. Het programma ondersteunt als een van de weinige MSN-clients aangepaste smileys. Hiervoor gebruikt het de papyon-bibliotheek versie 0.5.6. Er was een GTK+ 2- en een GTK+ 3-interface. De experimentele Qt-interfaces was ook in ontwikkeling.

## Functies
Versie 2.12.9 heeft volgende functies:
- Ondersteuning voor plug-ins;
- Meerdere gesprekken onder tabbladen;
- Vertaald naar zestien talen;
- Chatten via MSN, Facebook Chat en Google Talk;
- Aanpasbare thema's;
- Bestandsverzending;
- Buzzers;
- Spellingscontrole.